# 尼崎信用金庫
尼崎信用金庫（あまがさきしんようきんこ　英語: The Amagasaki Shinkin Bank）は、兵庫県尼崎市に本店を置く大手信用金庫。略称「尼信」（あましん）。

## 概要
店舗網は尼崎市周辺だけでなく浪速信用金庫を合併したことにより、大阪府下にも多くの店舗を有するなど営業区域は広い。また、総預金残高は2兆円を超える兵庫県下最大の信用金庫であり、兵庫県に本店を置く金融機関としてはみなと銀行に次ぐ規模を有する。
「尼信博物館」と「世界の貯金箱博物館」という2つの企業博物館を持っている。

## ユニークな預金
阪神タイガースのシーズン成績に連動した1年もの定期預金（タイガース定期預金）を扱っており、毎年シーズン前に設定されている。
- 2002年（阪神タイガースがリーグ優勝した前年度）の同商品は、預入総額が1,589億円となる大ヒットであったとされる。
- 2003年分では、優勝すれば当時の同球団監督星野仙一の背番号77に因んで金利が基本レートの7.7倍に設定され、実際に優勝したため金利が0.5％程度にまで上昇した。

## 沿革
- 1921年（大正10年） 有限責任尼崎信用組合として設立。
- 1951年（昭和26年） 信用金庫に転換、尼崎信用金庫に改組。
- 1965年（昭和40年） 第一貯蓄信用金庫を吸収合併。
- 1974年（昭和49年） 浪速信用金庫を合併、尼崎浪速信用金庫に名称変更。
- 1989年（平成元年） 尼崎信用金庫に名称変更。
- 2002年（平成14年） 経営破綻した関西西宮信用金庫の一部の支店、資産、債権などを引き継ぐ。
- 2005年（平成17年） 信用金庫業界としては初となる、ICキャッシュカードの取り扱いを開始。

## 関連子会社
- 尼信情報システム株式会社
- 尼信ビジネス･サービス株式会社
- 株式会社尼信経営相談所

## キャラクター
「あまちゃん」と「しんちゃん」という丁稚をイメージしたキャラクターが存在する。1994年に登場した。キャラクターデザインは尼崎市出身で『落第忍者乱太郎』（忍たま乱太郎）の作者として知られる漫画家の尼子騒兵衛である。なお、「しんちゃん」は信用金庫統一キャラクターの「信ちゃん」とは異なる。
2人が活躍するアニメCMは兵庫県の地元局サンテレビと毎日放送などの在阪準キー局で放送されている。2008年時点でキャラクターの声を担当しているのは、「あまちゃん」が桂小枝、「しんちゃん」が前田勝（ティーアップ）。
2人の登場と共に放送開始された「あましんぼくらの貯金箱」のキャッチコピーを含んだCMソングは尼崎市民の間では有名である。なお当初のキャッチコピーは「あましんあなたの貯金箱」だったが、1996年に現行のものに変更されている。

## 社会貢献活動
- 環境省エコチル調査企業・団体サポーター（2012年-）

## しんきんATMゼロネットサービスへの対応
- 土曜日のATM出金には（自金庫カード・他金庫カードとも）ATM取扱手数料が必要となっている。